# Szögharmadolás
A szög harmadolása (lat. trisectio), azaz egy tetszőleges szög három egyenlő részre osztása egyike annak a négy nevezetes geometriai szerkesztési feladatnak, amellyel már az ókori görög matematikusok és nyomukban több tudósnemzedék is foglalkozott (l. még a kocka megkettőzése, szabályos hétszög szerkesztése, a kör négyszögesítése).

## A probléma analízise
A geometriai szerkesztések elméletének eredménye szerint azok a szerkesztési feladatok, amelyek analitikusan irreducibilis harmadfokú egyenlethez vezetnek, nem oldhatók meg euklideszi szerkesztéssel. A szögharmadolás ilyen, ugyanis a {\displaystyle 2\cos {\frac {\alpha }{3}}} ismeretlenre felírt {\displaystyle x^{3}-3x-2\cos \alpha =0} egyenlet valós gyökét kellene megszerkeszteni. Ennek nem minden esetben van analitikus megoldása. Vannak azonban olyan szögek, melyeket az egyenletbe helyettesítve van racionális gyök és ekkor a szerkesztés is elvégezhető. Például: {\displaystyle \alpha =\pi } esetén az egyenlet: {\displaystyle x^{3}-3x+2=0}, ennek valós gyöke x=1, tehát a {\displaystyle \beta ={\frac {\alpha }{3}}={\frac {\pi }{3}}=60^{\circ }} szerkeszthető.

## A téma története
A feladatot az a kikötés teszi megoldhatatlanná, hogy a szerkesztéshez csak körzőt és vonalzót szabad használni (euklideszi szerkesztés). Az antik matematika történetében a probléma első nyomait az éliszi filozófus Hippiasznál (i. e. 420 k.) találjuk, bár maga a mű elveszett, csupán más szerzők (Proklosz, Papposz 4. sz.) hivatkozásaiból ismerjük. Bizonyára ez is, mint oly sok más téma, még ennél is korábbi eredetű. A megoldhatatlanságát az ókorban már sejtették, de bizonyítása csak az újkori matematikusoknak sikerült. A görög, arab és később az európai matematikusok az euklideszi szerkesztésekhez nem tartozó eszközöket és síkgörbéket használtak a megoldáshoz. Néhányat ezek közül (nem időrendben) bemutatunk.
| Arkhimédész (i. e. 250 k.) a szerkesztéshez a körző és a vonalzó mellett a betoló vonalzót (N-vonalzó) használja egy egyenes és egy kör közötti neuszisz szerkesztéshez. Az {\displaystyle ABO\triangle } és a {\displaystyle BOP\triangle } egyenlő szárú háromszögekre és a külső szögekre vonatkozó tételekből a szerkesztés helyessége kiolvasható. |
| Nikomédész (i. e. 240 k.) az előbbivel csaknem egyidejű megoldásában feltehetően az általa konstruált konchoisz körzőt is használta. Itt az N-vonalzót alkalmazó megoldást láthatjuk. Az előbbitől abban is különbözik, hogy két egyenes közötti neusziszt szerkeszt. Az igazoláshoz az előzőhöz hasonló tételek mellett Thalész (i. e.530 k.) tételét is felhasználja. |
| Hippiasz (i. e. 420 k.) az elsőként ismert megoldásban az általa felfedezett, ún. kvadratrix görbét használja. A polárkoordinátákban {\displaystyle r\sin \varphi =\varphi } egyenletű görbe pontjainak ordinátája {\displaystyle y=r\sin \varphi } arányos lévén a {\displaystyle \varphi } azimuttal, tehát a szerkesztés ennek a szakasznak az egyenlő részekre osztásával történik. Ebből következik, hogy a görbe egy szög tetszőleges számú egyenlő, vagy akármilyen arányú felosztására is alkalmazható. |
| Az Arkhimédész-féle spirál, az{\displaystyle r=k\varphi } poláris egyenletű görbe ugyanúgy használható a szög tetszőleges számú és tetszőleges arányú felosztására, mint a quadratrix. Itt az {\displaystyle OP} rádiuszt kell arányosan osztani. |
| Az alexandriai Papposz (i. sz. IV. sz.) a Matematikai gyűjteményében többek között kimutatta, hogy a szög harmadolása kör és hiperbola metszésével is megoldható. Ehhez meg kell rajzolni egy olyan hiperbolát, aminek (lineáris) excentrumossága a valós féltengely kétszerese: {\displaystyle c=2a} . Az egyik csúcs {\displaystyle (A)} és a másik fókusz {\displaystyle (F_{2})}, mint húr fölé {\displaystyle 180^{o}-\alpha } látószögnek megfelelő körívet kell szerkeszteni.                            |
| Az alig 17 éves Bolyai János (XIX. sz.) egy feljegyzéséből következik egy egyszerűbben kivitelezhető szerkesztés, ami az {\displaystyle xy=1} hiperbolát használja. Az origóban felmért {\displaystyle \alpha } szög szára által kimetszett {\displaystyle C(u,v)} pont körül {\displaystyle 2r=2OC} sugárral rajzolt kör és a hiperbola {\displaystyle P(a,b)} metszéspontja olyan {\displaystyle CP} egyenest ad, ami az abszcissza tengellyel {\displaystyle \beta =\alpha /3} szöget zár be.                |

### Néhány további megoldás
Az ókori próbálkozók a koordinátageometriát még nem ismerték. A Descartes-ot követő nemzedékek egyrészt az ókori megoldások görbéinek analitikus vizsgálatával foglalkoztak, majd újabb görbéket vontak be a probléma megoldásába, illetve konstruáltak a szerkesztés elvégzéséhez.
| A francia Pascal (1623-62) a limaçon (Pascal-csiga) nevű görbét használta. |
| Az angol Maclaurin (1698-1746) a feladathoz készített trisectrix (harmadoló) nevű görbét használta. |
| A XIX. század végén H. Kortum és Henry John Stephen Smith egymástól függetlenül kimutatta, hogy a feladat (más megoldhatatlan szerkesztésekkel együtt) bármilyen körtől különböző kúpszelet felhasználásával elvégezhető. Egy ilyen, az {\displaystyle y=x^{2}} parabolát használó szerkesztést mutat az ábra. (Látható, hogy a megoldás a gyakorlatban nem nagyon használható, csupán az elvi lehetőséget illusztrálja.) |

A magyar Katona Dienes, aki azt hitte, megoldotta a feladatot, valójában egy nagyon jó, kis hibával működő közelítő szerkesztést adott.